# Candisari (Sambeng)
Candisari is een bestuurslaag in het regentschap Lamongan van de provincie Oost-Java, Indonesië. Candisari telt 3200 inwoners (volkstelling 2010).